# Strada europea E92
La E92 è una strada europea che collega Igoumenitsa a Volo. Come si evince dalla numerazione, si tratta di una strada intermedia con direzione ovest-est.

## Percorso
La E92 è definita con i seguenti capisaldi di itinerario: "Igoumenitsa - Giannina - Trikala - Volo".

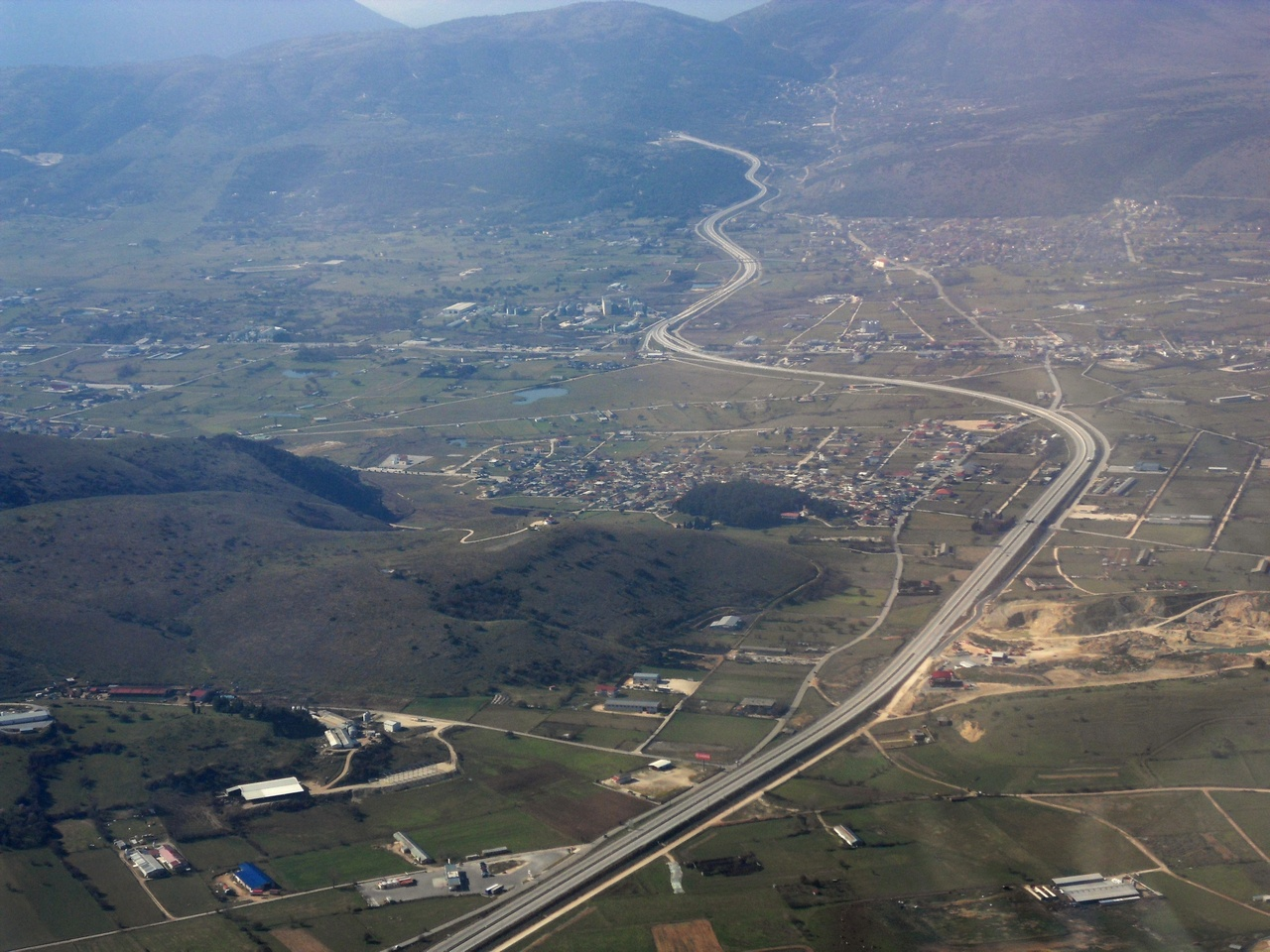
E92 a Ioannina
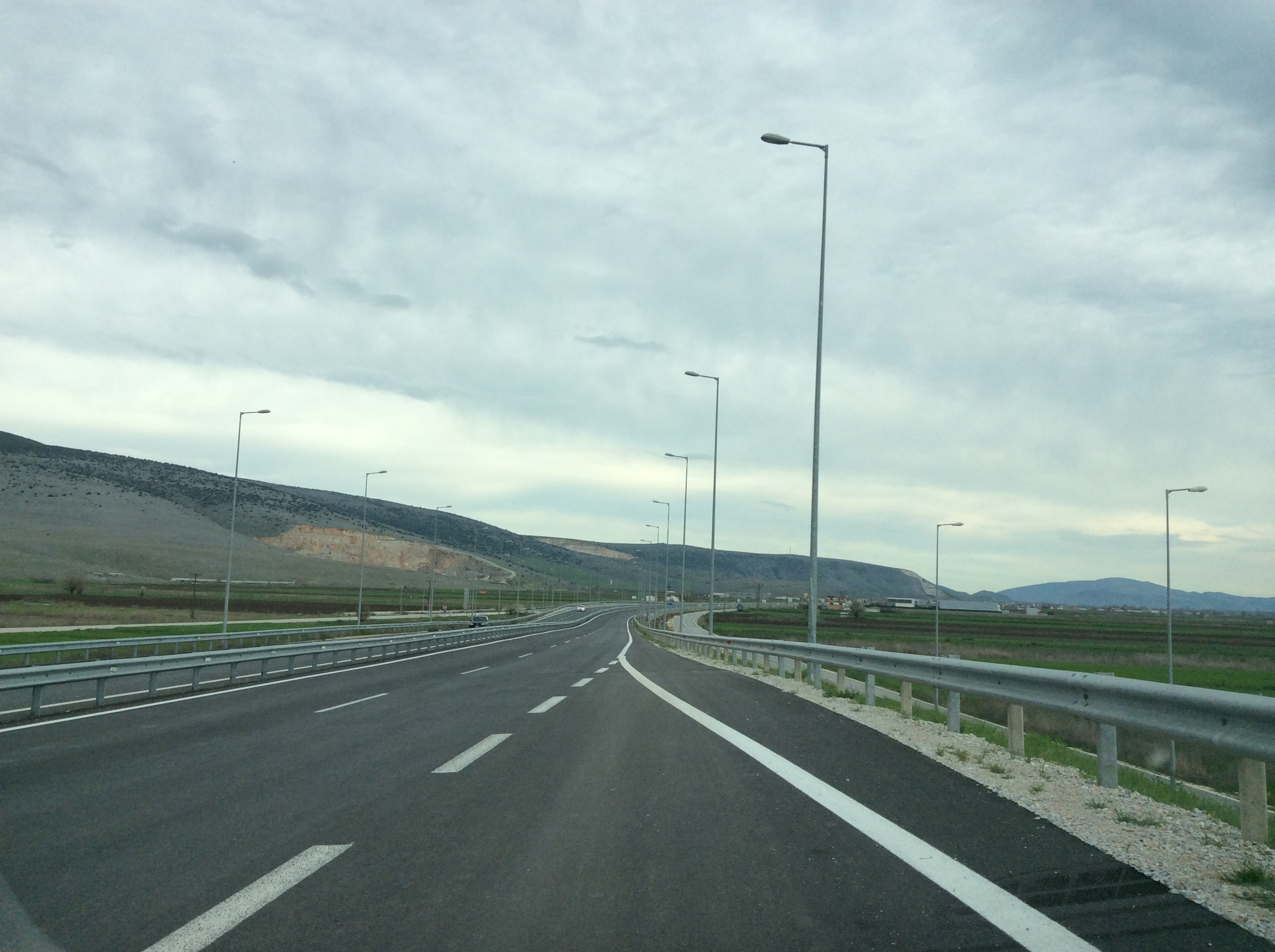
E92 a Trikala
E92 a Volos